# Campionat del Món d'hoquei sobre patins masculí de 2017
La quaranta-tresena edició del Campionat del Món d'hoquei patins masculí és disputa entre el 3 a 9 de setembre de 2017 a Nanquín (Xina), és integrat en la primera edició dels jocs mundials de patinage. Al Mundial en La-Roche-Sur-Yon, la FIRS va rebutjar el format actual dels campionats mundials d'hoquei sobre patins i l'inclòs en els Jocs Mundials de Patinatge, esdeveniment que es produeix totes les modalitats relacionades amb el patinatge en una ciutat.

## Format de competició
En el mundial anterior, la FIRS s'extingueix l'format de les divisions A i B i unifica en un sol esdeveniment per als jocs mundials de patinatge. Amb aquest la FIRS va dividir els 23 seleccions en tres competicions diferents.

### Campionat del món
Als vuit equips classificats per a la fase final a La Roche-sur-Yon, que mantenen al Campionat del món que es van dividir en dos grups. Els tres primers equips classificats s'uniran als guanyadors de la Copa FIRS d'arribar a l'etapa final.. Les seleccions que estaven en últim lloc jugaran els quarts de final de la Copa FIRS.

### Copa FIRS
Els equips eliminats en la fase de grups a La-Roche-Sud-Yon competirà a la Copa FIRS i també es poden dividir en dos grups. Els guanyadors d'aquests grups disputaran la fase final del Campionat del món, mentre que la resta dels equips jugaran els quarts de final de la competició al costat dels equips eliminats del campionat del món.

### Copa Confederacions
La resta dels equips que jugaran la Copa Confederacions es dividirà en dos grups. Els dos primers equips classificats de cada grup jugaran les finals en el sistema de tots contra tots. Els altres equips disptarão el cinquè lloc.

## Seleccions
23 Les seleccions van ser dividides en tres competicions d'acord amb el rànquing els últims mundials. La divisió B va ser nomenat Copa FIRS i la divisió C va ser nomenat Copa Confederacions.
| Campionat del món | Campionat del món |
| Rank              | Selecció          |
| ----------------- | ----------------- |
| 1º                | Argentina         |
| 2º                | Espanya           |
| 3º                | Portugal          |
| 4º                | Alemanya          |
| 5º                | Itàlia            |
| 6º                | França            |
| 7º                | Moçambic          |
| 8º                | Xile              |

| Copa FIRS | Copa FIRS     |
| Rank      | Selecció      |
| --------- | ------------- |
| 9º        | Angola        |
| 12º       | Àustria       |
| 13º       | Colòmbia      |
| 14º       | Països Baixos |
| 15º       | Sud-àfrica    |
| 4ºB       | Estats Units  |
| 6ºB       | Macau         |
| 7ºB       | Egipte        |

| Copa Confederacions | Copa Confederacions |
| Rank                | Selecció            |
| ------------------- | ------------------- |
|                     | Austràlia           |
|                     | Taipei Xinès        |
|                     | Índia               |
|                     | Israel              |
|                     | Japó                |
|                     | Nova Zelanda        |

 Brasil ha renunciat de la competició.

## Campionat del Món
| Grup A    | Pts | PJ | PG | PE | PP | GF | GC | DG  |
| --------- | --- | -- | -- | -- | -- | -- | -- | --- |
| Argentina | 9   | 3  | 3  | 0  | 0  | 16 | 5  | +11 |
| Itàlia    | 6   | 3  | 2  | 0  | 1  | 11 | 10 | +1  |
| Portugal  | 3   | 3  | 1  | 0  | 2  | 10 | 14 | -4  |
| França    | 0   | 3  | 3  | 0  | 0  | 9  | 17 | -8  |

Els partits començaran el 3 de setembre.
| Grup B   | Pts | PJ | PG | PE | PP | GF | GC | DG  |
| -------- | --- | -- | -- | -- | -- | -- | -- | --- |
| Espanya  | 9   | 3  | 3  | 0  | 0  | 15 | 7  | +8  |
| Moçambic | 6   | 3  | 2  | 0  | 1  | 14 | 9  | +5  |
| Xile     | 3   | 3  | 1  | 0  | 2  | 13 | 12 | +1  |
| Alemanya | 0   | 3  | 0  | 0  | 3  | 8  | 22 | -14 |

Els partits començaran el 3 de setembre.

### Fase Final
{{Quarts de final amb tercer
```
| 
7 de setembre
 |
 
Argentina
|6|
 
Angola
|3
```

| 7 de setembre | Moçambic|2| Portugal|6
| 7 de setembre | Espanya|5| Colòmbia|1
| 7 de setembre | Itàlia|6| Xile|3

| 8 de setembre | Argentina|0| Portugal|5
| 8 de setembre | Espanya|4| Itàlia|0

| 9 de setembre | Espanya|3| Portugal|3

| 9 de setembre | Argentina|4| Itàlia|2
}}

### Del cinqué al huité lloc
|  | Semifinals    | Semifinals |               |   | Cinqué lloc | Cinqué lloc |
|  |               |            |               |   |             |             |
|  | 8 de setembre |            |               |   |             |             |
|  |               |            |               |   |             |             |
|  | Xile          | 2          |               |   |             |             |
|  | Xile          | 2          | 9 de setembre |   |             |             |
|  | Colòmbia      | 3          |               |   |             |             |
|  | Colòmbia      | 3          | Colòmbia      | 1 |             |             |
|  | 8 de setembre |            | Colòmbia      | 1 |             |             |
|  |               | Angola     | 5             |   |             |             |
|  | Moçambic      | Angola     | 5             | 3 |             |             |
|  | Moçambic      |            |               | 3 |             |             |
|  | Angola        | 6          |               |   |             |             |
|  | Angola        | 6          | Setè lloc     |   |             |             |
|  |               |            |               |   |             |             |
|  | 9 de setembre |            |               |   |             |             |
|  |               |            |               |   |             |             |
|  | Xile          | 9          |               |   |             |             |
|  | Xile          | 9          |               |   |             |             |
|  | Moçambic      | 7          |               |   |             |             |

## Copa FIRS
| Grup A     | Pts | PJ | PG | PE | PP | GF | GC | DG  |
| ---------- | --- | -- | -- | -- | -- | -- | -- | --- |
| Colòmbia   | 9   | 3  | 3  | 0  | 0  | 40 | 1  | 39  |
| Àustria    | 6   | 3  | 2  | 0  | 1  | 19 | 12 | 7   |
| Sud-àfrica | 1   | 3  | 0  | 1  | 2  | 11 | 32 | -21 |
| Macau      | 1   | 3  | 0  | 1  | 2  | 11 | 36 | -25 |

Els partits començaran el 3 de setembre.
| Grup B        | Pts | PJ | PG | PE | PP | GF | GC | DG  |
| ------------- | --- | -- | -- | -- | -- | -- | -- | --- |
| Angola        | 9   | 3  | 3  | 0  | 0  | 74 | 3  | 71  |
| Països Baixos | 6   | 3  | 2  | 0  | 1  | 17 | 22 | -5  |
| Egipte        | 3   | 3  | 1  | 0  | 2  | 5  | 34 | -29 |
| Estats Units  | 0   | 3  | 0  | 0  | 3  | 7  | 44 | -37 |

Els partits començaran el 3 de setembre.

### Fase Final
{{Quarts de final amb tercer
```
| 
7 de setembre
 |
 
França
 |12|
 
Estats Units
|6
```

| 7 de setembre | Països Baixos |5| Sud-àfrica |2
| 7 de setembre | Alemanya |29| Macau |1
| 7 de setembre | Àustria |7| Egipte |5

| 8 de setembre | França |9| Països Baixos|2
| 8 de setembre | Alemanya |8| Àustria|1

| 9 de setembre | França|6| Alemanya|4

| 9 de setembre | Països Baixos|5| Àustria|3
}}

### Del cinquè al vuité lloc
|  | Semifinals    | Semifinals |               |   | Cinqué lloc | Cinqué lloc |
|  |               |            |               |   |             |             |
|  | 8 de setembre |            |               |   |             |             |
|  |               |            |               |   |             |             |
|  | Macau         | 10         |               |   |             |             |
|  | Macau         | 10         | 9 de setembre |   |             |             |
|  | Egipte        | 9          |               |   |             |             |
|  | Egipte        | 9          | Macau         | 2 |             |             |
|  | 8 de setembre |            | Macau         | 2 |             |             |
|  |               | Sud-àfrica | 7             |   |             |             |
|  | Sud-àfrica    | Sud-àfrica | 7             | 6 |             |             |
|  | Sud-àfrica    |            |               | 6 |             |             |
|  | Estats Units  | 3          |               |   |             |             |
|  | Estats Units  | 3          | Setè lloc     |   |             |             |
|  |               |            |               |   |             |             |
|  | 9 de setembre |            |               |   |             |             |
|  |               |            |               |   |             |             |
|  | Egipte        | 6          |               |   |             |             |
|  | Egipte        | 6          |               |   |             |             |
|  | Estats Units  | 1          |               |   |             |             |

## Copa Confederacions
| Grup Ùnic    | Pts | PJ | PG | PE | PP | GF | GC | DG  |
| ------------ | --- | -- | -- | -- | -- | -- | -- | --- |
| Israel       | 13  | 5  | 4  | 1  | 0  | 51 | 14 | 37  |
| Índia        | 10  | 5  | 3  | 1  | 1  | 30 | 22 | 8   |
| Japó         | 9   | 5  | 3  | 0  | 2  | 18 | 19 | -1  |
| Austràlia    | 8   | 5  | 2  | 2  | 1  | 24 | 17 | 7   |
| Taipei Xinès | 3   | 5  | 1  | 0  | 4  | 13 | 37 | -24 |
| Nova Zelanda | 0   | 5  | 0  | 0  | 5  | 14 | 41 | -37 |

Els partits començaran el 3 de setembre.